# ميغان جيتي مارتن
ميغان جيتي مارتن (بالإنجليزية: Meaghan Jette Martin)‏ مواليد 17 فبراير عام 1992، في لاس فيغاس، نيفادا، الولايات المتحدة، هي ممثلة أمريكية بدأت مسيرتها الفنية عام 2006.

## الأعمال

### أفلام
- كامب روك
- معسكر الروك2:الحفل الختامي

### مسلسلات
- جاست جوردن
- هاوس (مسلسل)
- 10 أشياء أكرهها بشأنك (مسلسل)

## وصلات خارجية
- ميغان جيتي مارتن على موقع IMDb (الإنجليزية)
- ميغان جيتي مارتن على موقع روتن توميتوز (الإنجليزية)
- ميغان جيتي مارتن على موقع ألو سيني (الفرنسية)
- ميغان جيتي مارتن على موقع ألو سيني (الفرنسية)
- ميغان جيتي مارتن على موقع ميوزك برينز (الإنجليزية)
- ميغان جيتي مارتن على موقع أول موفي (الإنجليزية)
- ميغان جيتي مارتن على موقع أول ميوزيك (الإنجليزية)
- ميغان جيتي مارتن على موقع ديسكوغز (الإنجليزية)
- ميغان جيتي مارتن على موقع قاعدة بيانات الفيلم (الإنجليزية)
- ميغان جيتي مارتن على موقع كينوبويسك (الروسية)

- الموقع الإلكتروني